# Dudley Allenby, 2. Viscount Allenby
Dudley Jaffray Hynman Allenby, 2. Viscount Allenby (* 8. Januar 1903; † 17. Juli 1984) war ein britischer Politiker und Militär.

## Leben und Karriere
Allenby besuchte die Schule in Eton und die Militärakademie in Sandhurst. Er wurde 1923 Soldat bei dem in Indien eingesetzten 11. Husarenregiment. 1926 wurde er bei diesem Regiment Adjutant und wechselte von 1930 bis 1934 als Instruktor an die Militärakademie Sandhurst. Von 1934 bis 1937 war er in Ägypten eingesetzt und wurde dort 1936  zum Captain ernannt. Von 1937 bis 1940 war er Adjutant an der Army Fighting Vehicles School, wo er 1938 zum Major aufstieg. Von 1940 bis 1942 war er stellvertretender Befehlshaber der Royal Gloucestershire Hussars und 1942 wurde er Lt.-Col. bei dem Verband 2nd Derbyshire Yeomanry. 1946 beendete er seine militärische Laufbahn. 
Allenby gehörte dem House of Lords von 1936 bis zu seinem Tod 1984 an.

## Familie und Titel
Allenby war zweimal verheiratet. Die erste Ehe wurde am 10. Juli 1930 mit Gertrude Mary Lethbridge Champneys, der Tochter von Edward Geoffrey Stanley Champneys, geschlossen. Als beider Sohn wurde 1931 Michael Allenby, 3. Viscount Allenby geboren, 1949 wurde das Ehepaar geschieden. In zweiter Ehe war er seit dem 13. April 1949 mit Daisy Hancox, der Tochter von Charles Francis Hancox, verheiratet. 
Als Sohn von Captain Frederick Claude Hynman Allenby und Edith Mabel Jaffray wurde er am 14. Mai 1936, dem Todestag seines Onkels, sein Nachfolger als Viscount Allenby. Mit seinem Tode erbte der Sohn Michael den Adelstitel.